# Borre
Borre – miejscowość i gmina we Francji, w regionie Hauts-de-France, w departamencie Nord.
Według danych na rok 1990 gminę zamieszkiwały 473 osoby, a gęstość zaludnienia wynosiła 79 osób/km² (wśród 1549 gmin regionu Nord-Pas-de-Calais Borre plasuje się na 800. miejscu pod względem liczby ludności, natomiast pod względem powierzchni na miejscu 595.).